# Anisodontea gracilis
Anisodontea gracilis là một loài thực vật có hoa trong họ Cẩm quỳ. Loài này được D.M.Bates mô tả khoa học đầu tiên năm 1969.